# スズキ・ST250
ST250（エスティーにひゃくごじゅう）とは、スズキが製造・販売するオートバイである。2003年から販売を開始し、2008年以降は ST250 E type が製造・販売されている。

## 概要
ST250は、1994年から2004年まで製造されていたボルティーの後継車種として、クラシカルなフォルムを引継ぎ、比較的リーズナブルな価格で乗りやすい250 ccネイキッドのスタンダードモデルとして開発された。スペック的に高性能は追求せず、手軽に乗れて日常使用に適した乗りやすい仕様に留めている。249 cc空冷単気筒4サイクル・SOHC2バルブエンジンは、グラストラッカー/ビッグボーイ（後期型 2バルブモデル）と共通する。これらは兄弟車種にあたる。
2003年の第37回東京モーターショーで初公開された後、同年12月12日に発売開始された。エンジンはボルティーやグラストラッカー（前期型 4バルブモデル）に搭載され耐久性が高く堅牢さで定評のあった249 cc空冷単気筒4サイクル・SOHC4バルブ（J424型）をベースに、改良を施した249 cc空冷単気筒4サイクル・SOHC2バルブ（J438型）を搭載する。J438型エンジンは現行スズキ4ストロークエンジンとしては最もシンプルな構造のエンジンとなる（最高出力20 PS/7,500 rpmと数値自体はJ424型エンジンと変わらない）。シンプルな2バルブに変更することでエンジン・エキゾーストマニホールド周りのコストダウンを図り、4バルブのような高回転時におけるエンジン性能は抑えられたが、実用トルクを更に向上させたエンジンに仕上がっている。シリンダーには高速メッキシリンダー（SCEM）を採用し、耐摩耗性とクリアランス精度を高め、優れた熱伝導率による高い冷却効率とエンジンノイズの低減を実現した。
2004年1月15日、ST250 E typeを追加。セルフスターターに加えてマニュアルデコンプ式キックスターターを装備。ヘッドランプやウインカー、メーターケース、マフラーなどにメッキ加飾を施し、ガソリンタンクにグラデーション塗装を施した仕様。ST250と性能諸元において変わりはないが、マニュアルデコンプ式キックスターターを装備することにより重量が2 kg増加し、セル・キック併用のため、点火方式をST250のフルトランジスタからCDIに変更している。
2008年2月25日、マイナーチェンジ（実質フルモデルチェンジ）。ST250とST250 E typeは2007年9月1日に施行された平成18年自動車排出ガス規制に対応するため、これまでのキャブレター方式を廃止し、インジェクション方式を採用した。マフラーは従来の触媒レスマフラーから触媒付きマフラーへ変更した。キック始動は廃止され、セル始動のみとなり、点火方式もCDIからフルトランジスタに統一した。フレームのカラーリング変更とともに全体的な質感向上も行われ、外観のクオリティが上がった。出力は19 PS/7,500 rpmと低下したが、実用トルクが若干上がり、始動性の向上・燃焼効率の改善・低排出ガス化を実現させた。ST250はマイナーチェンジを期にST250 E typeと統合する形で生産終了し、2008年モデルからは名称をST250 E typeの1車種のみに統一した。マイナーチェンジを機にST250 E typeの車両重量表記が、129 kg（乾燥重量）から146 kg（装備重量）へ改められた。
なお平成28年自動車排出ガス規制適用のため、2017年9月にメーカーから日本国内仕様の生産終了が発表された。

## モデル一覧

### ST250
空冷単気筒4サイクル・SOHC2バルブエンジン、スポークホイール、シングルディスクブレーキ（前輪）/ドラムブレーキ（後輪）、リヤツインショック、前後フェンダーの樹脂化、ハザードランプ・パッシングランプ・ポジションランプの省略、オプション扱いの車載工具など、シンプルな構成と装備の簡素化を進めることでコストの上昇を抑え、引き続き手頃で乗りやすいバイクとなっている。ST250 E typeと統合する形で2007年モデルを最後に生産終了。

### ST250 E type
ST250をベースに、セル始動に加えてキック始動を併設した特別仕様のエンジンを搭載し（2004年モデルから2007年モデル）、ヘッドランプやウインカー、メーターケース、マフラーなどにメッキ加飾および、ガソリンタンクにグラデーション塗装を施した豪華バージョン。シンプルなカラーリングのST250に対して、ST250 E typeはカラフルなボディカラー、エンブレムをラインナップ。ST250とは車両重量が2 kg増加した以外は性能諸元において差はない。2007年モデルを最後にST250とST250 E typeは統合（2008年モデルからモデル名をST250 E typeに統一）。2008年マイナーチェンジ。2008年モデル以降のST250 E typeはスペックから外観に至るまで大幅な改良が施されている。

### ST250 カスタマイズ
第37回東京モーターショーに参考出品されたST250 DESIGN STUDY MODELの2台は、2004年にスズキ二輪から限定発売された。
- ST250 デザインスタディモデルA 
セパレートハンドルとバックステップ、フロントカウル、シングルシート、前後アルミフェンダーなど、レーサーをイメージしたモデル。後に「ST250 E type Cカスタマイズ」として100台限定で販売された。
- ST250 デザインスタディモデルB
レッグシールドと前後の大型フェンダーが、ノスタルジックな雰囲気を醸しだすモデル。カラーリングを含めて、往年のスズキ・SW-1を意識している。後に「ST250 E type Sカスタマイズ」として200台限定で販売された。

### TU250X
ほぼ同型の日本国外向け仕様で、北米やオセアニアなどで販売されている。